# 저기압 발달

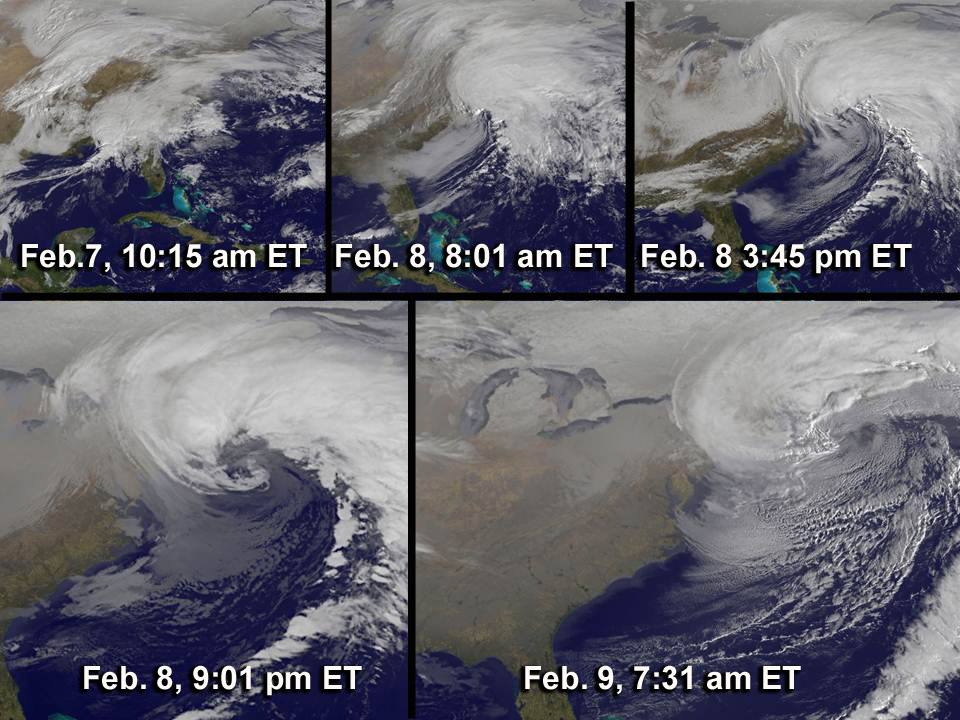
GOES 13 위성 이미지 콜라주는 이틀 동안 노스이스트 폭풍의 발달을 보여준다.

저기압 발달, 저기압 발생, 사이클론 발생, 사이클로제네시스(cyclogenesis)는 대기 중의 저기압성 순환 (즉, 저기압)이 발달하거나 강화되는 현상이다. 저기압 발달은 최소 세 가지의 다른 과정을 아우르는 포괄적인 용어로, 이들 모두는 어떤 종류의 사이클론을 발생시키며, 그 크기는 미규모에서 종관규모에 이른다.
- 열대 저기압은 상당한 뇌우 활동에 의해 발생하는 잠열에 의해 형성되며, 따뜻한 핵을 발달시킨다.
- 온대 저기압은 기상 전선을 따라 파동으로 형성된 후, 수명 후반에 한랭핵 저기압으로 폐색된다.
- 메소사이클론은 육상에서 따뜻한 핵 저기압으로 형성되며, 토네이도 형성을 유발할 수 있다. 용오름은 메소사이클론에서도 형성될 수 있지만, 고불안정과 낮은 수직 급변풍 환경에서 더 자주 발달한다.

온대 저기압이 24시간 동안 대기압이 24밀리바 이상 급격히 떨어지는 과정은 폭발적 저기압 발달이라고 하며, 주로 노스이스트 폭풍의 형성 시 나타난다. 이와 유사하게, 열대 저기압은 급격한 발달을 겪을 수 있다.
저기압 발달의 반대 과정으로, 고기압이 형성되는 과정은 고기압 발달이다. 저기압 발달의 반대는 저기압 소멸이다.

## 기상 규모
기상학에서 다루는 시스템의 주요 규모 또는 크기는 거대 규모, 종관 규모, 중규모, 미규모 등 네 가지가 있다. 거대 규모는 매든-줄리안 진동과 같은 전 지구적 규모의 시스템을 다룬다. 종관 규모 시스템은 온대 저기압과 같이 대륙의 일부를 덮으며, 폭은 1,000–2,500 km (620–1,550 mi)에 달한다. 중규모는 다음으로 작은 규모이며, 종종 두 가지 범위로 나뉜다: 중규모 알파 현상은 폭이 200–2,000 km (120–1,240 mi) ( 열대 저기압의 영역)에 이르는 반면, 중규모 베타 현상은 폭이 20–200 km (12–124 mi) ( 메소사이클론의 규모)에 이른다. 미규모는 기상 규모 중 가장 작으며, 크기가 two 킬로미터 (1.2 마일) 미만이다 ( 토네이도와 용오름의 규모). 이 수평 차원은 엄격한 구분이 아니라 특정 동적 특성을 가진 현상의 전형적인 크기를 반영한다. 예를 들어, 시스템의 수평 범위가 2,000 to 2,001 km (1,242.7 to 1,243.4 mi)에서 증가한다고 해서 반드시 중규모 알파에서 종관 규모로 전환되는 것은 아니다.

## 온대 저기압

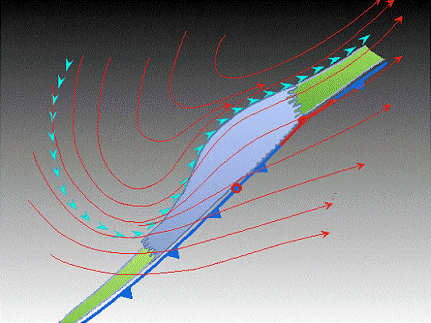
초기 전선 파동 (또는 저기압 영역)은 이미지의 빨간 점 위치에서 형성된다. 이는 일반적으로 저기압 발달의 초기 단계에서 위성에서 보이는 나뭇잎 모양의 구름 형성물 (경압적 잎)에 수직 (직각)이다. 상층 제트류의 축 위치는 연한 파란색이다.

### 노르웨이 저기압 모형

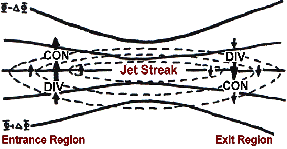
상층 제트 기류. DIV 영역은 상층 발산 지역으로, 지표 수렴을 유도하고 저기압 발달을 돕는다.

노르웨이 저기압 모형은 제1차 세계 대전 동안 노르웨이 기상학자들이 개발한 한랭핵 저기압 폭풍의 이상적인 형성 모형이다. 이 모형의 주요 개념은 저기압 발달과 관련하여, 저기압이 전선 경계를 따라 이동하면서 예측 가능한 진화를 거치며, 가장 성숙한 저기압은 전선의 북동쪽 끝에, 가장 덜 성숙한 저기압은 전선의 꼬리 부분에 위치한다는 것이다.

### 발달의 전조
지상 기상 분석에서 정의된 기존의 전선 경계는 중위도 저기압의 발달에 필요하다. 저기압성 흐름은 상층 제트의 유리한 사분면 근처에서 단파(기상학) 또는 상층 기압골과 같은 상층 교란으로 인해 정체 전선의 교란된 부분 주위에서 시작된다. 그러나 하부 대류권에서 전선에 따른 신장율이 강화되면 온대 저기압의 성장을 억제할 수 있다.

### 발달에 영향을 미치는 수직 운동
저기압 발달은 기온이 극지방으로 갈수록 (북반구에서는 북쪽으로 갈수록) 감소하고, 기압 교란선이 고도에 따라 서쪽으로 기울어질 때만 발생할 수 있다. 저기압 발달은 강한 서풍 제트의 하류에서 저기압성 와도 이류 지역에서 가장 많이 발생할 가능성이 있다. 온도 경도와 저기압 중심에 의해 생성된 와도 이류 및 열 이류의 조합은 저기압 주위의 상승 운동을 유발한다.

온도 경도가 충분히 강하면 온도 이류가 증가하여 더 많은 수직 운동을 유도한다. 이는 시스템의 전체적인 강도를 증가시킨다. 전단 방향 상승 기류는 저기압 성장과 강도를 결정하는 가장 중요한 요소이다.

### 발달 양상
지표 저기압은 다양한 원인으로 형성될 수 있다. 기존의 경압파가 산맥을 넘어 이동할 때 지형이 지표 저기압을 형성하도록 강제할 수 있으며, 이는 저기압이 산의 바람받이 면에서 형성되므로 "바람받이 저기압 발달"로 알려져 있다. 중규모 대류 시스템은 초기에는 따뜻한 핵을 가진 지표 저기압을 발생시킬 수 있다. 교란은 전선을 따라 파동 형태로 성장할 수 있으며, 저기압은 파동의 정상에 위치하게 된다. 저기압 주변에서는 정의상 순환 흐름이 발생한다. 이 회전 흐름은 후행 한랭 전선을 통해 저기압 서쪽으로 극지방 공기를 적도 방향으로 밀어내고, 온난 전선을 통해 따뜻한 공기를 극지방 저기압 방향으로 밀어낸다. 일반적으로 한랭 전선은 온난 전선보다 더 빠르게 이동하며, 저기압 전면에 위치한 고밀도 기단의 느린 침식과 저기압 후면에 들어오는 고밀도 기단 때문에 온난 전선을 "따라잡아" 온난역이 좁아지는 결과를 낳는다. 이 지점에서 폐색전선이 형성되며, 따뜻한 공기 덩어리는 상층의 따뜻한 공기 기압골 안으로 위로 밀려 올라가는데, 이는 트로왈 ( trough of warm air aloft)이라고도 불린다. 모든 발달하는 저기압 영역은 대류권 내의 상향 수직 운동이라는 한 가지 중요한 공통점을 공유한다. 이러한 상향 운동은 국지 대기 기둥의 질량을 감소시켜 지표 기압을 낮춘다.

### 성숙
성숙은 폐색 이후, 폭풍이 강화되는 것을 마치고 저기압성 흐름이 가장 강력해진 시점이다. 이후 폭풍의 강도는 저기압이 상층 기압골 또는 상층 저기압과 결합하면서 점차 약해지며, 점차 한랭 핵이 된다. 저기압 소멸이라고도 하는 저기압의 약화는 에너지 관점에서 이해될 수 있다. 폐색이 발생하고 따뜻한 기단이 차가운 기단 위로 밀려 올라가면서 대기는 점차 안정화되고 시스템의 무게 중심이 낮아진다. 폐색 과정이 온난 전선을 따라 중심 저기압에서 멀리 확장될수록 시스템의 가용 위치 에너지는 점점 더 소모된다. 이 위치 에너지 소멸은 운동 에너지원을 생성하여 폭풍의 움직임에 마지막 에너지를 주입한다. 이 과정이 발생하면 저기압의 성장 기간, 즉 저기압 발달은 끝나고, 상층 발산이 감소했기 때문에 상층에서 제거되는 공기보다 저기압 하단으로 더 많은 공기가 수렴되면서 저기압이 약화되기 시작한다.
때때로 폐색 저기압에서 저기압 발달이 다시 발생하기도 한다. 이런 경우 삼중점(한랭 전선, 온난 전선, 폐색 전선이 만나는 지점)에 새로운 저기압 중심이 형성된다. 삼중점 저기압 발달 동안, 폐색된 모 저기압은 이차 저기압이 주요 기상 발생원으로 심화됨에 따라 약화된다.

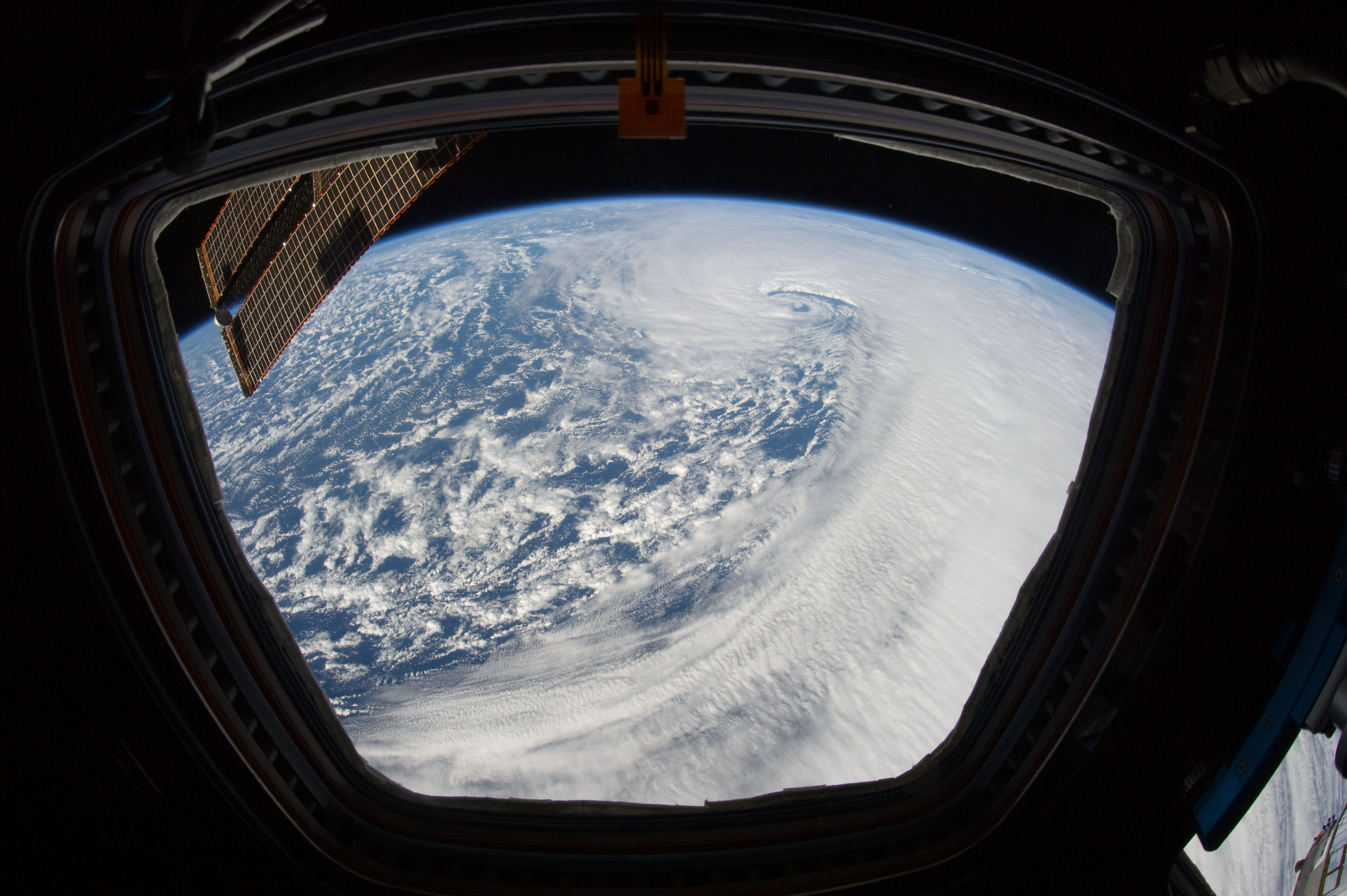
이 이미지는 조밀한 구름 패턴과 아치형 대류대를 보여주며, 이는 젊고 발달 중인 사이클론을 나타낸다.
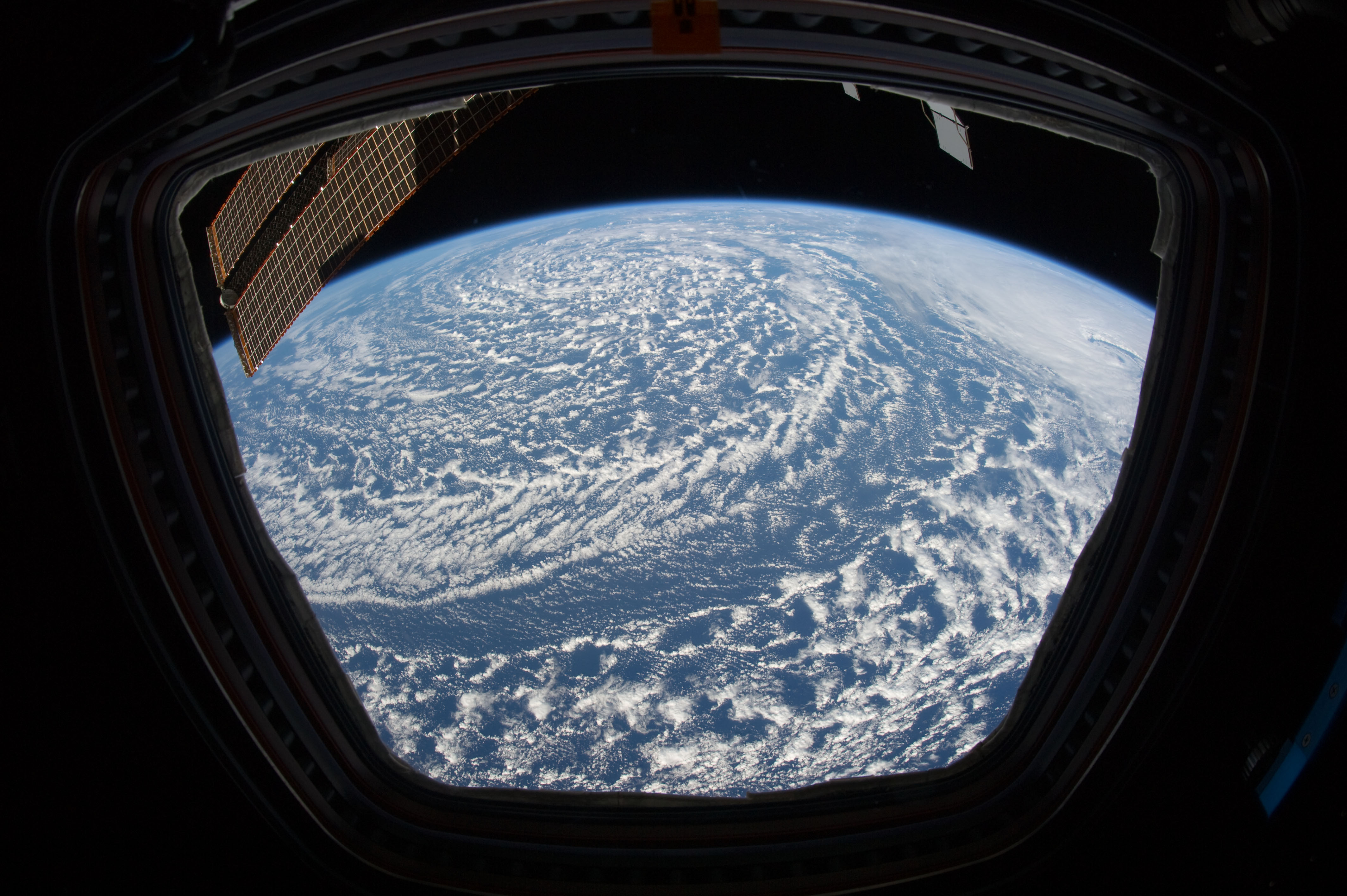
이 이미지의 확산된 구름 패턴은 저기압 소멸을 겪고 있는 오래된 저기압 시스템을 나타낸다.
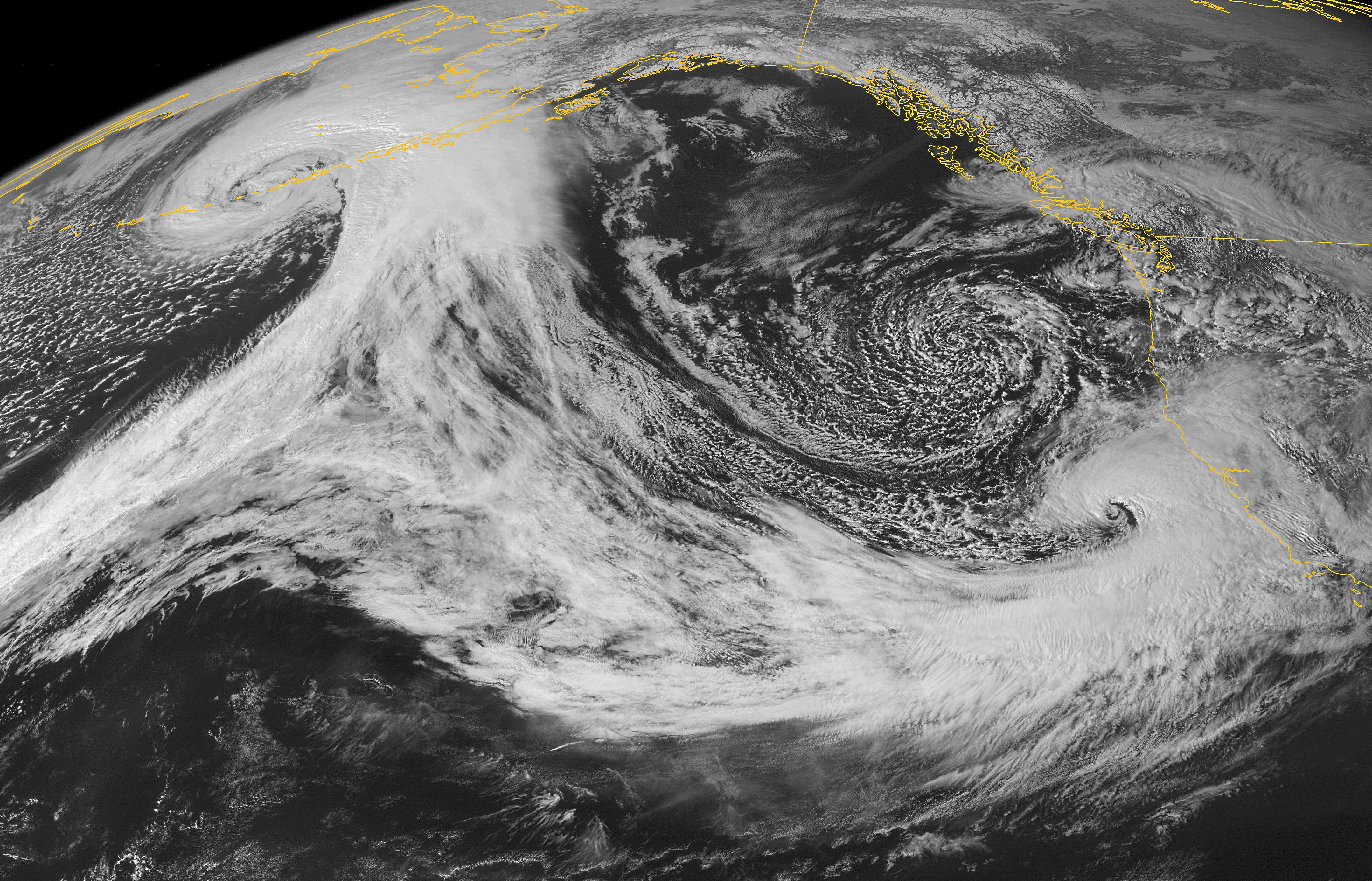
이 이미지는 북동 태평양 상의 두 폭풍 시스템의 상대적인 위치를 보여준다.

## 열대 저기압
열대 저기압은 중규모 알파 영역 내에 존재한다. 중위도 저기압 발달과 달리, 열대 저기압 발달은 중심부를 관통하는 경압성 영역이나 전선 없이 중앙 핵으로 조직된 강한 대류에 의해 일어난다. 열대 저기압의 형성은 광범위하게 연구가 진행 중이며 아직 완전히 이해되지 않았지만, 열대 저기압 발달에는 여섯 가지 주요 요건이 있다. 즉, 충분히 따뜻한 해수의 온도, 대기 불안정성, 대류권 하층에서 중층까지 높은 습도, 저기압 중심을 발달시킬 충분한 코리올리 효과, 기존의 저층 중심 또는 교란, 그리고 낮은 수직 급변풍이다. 이 따뜻한 핵을 가진 사이클론은 적도 10도에서 30도 사이의 해양에서 형성되는 경향이 있다.

## 메소사이클론
메소사이클론은 중규모 베타에서 미규모에 이르는 크기를 가진다. 메소사이클론이라는 용어는 일반적으로 심각한 뇌우 내의 중층 회전을 위해 사용되며, 관련 뇌우 활동의 잠열에 의해 움직이는 따뜻한 핵을 가진 사이클론이다.
토네이도는 강한 상층 제트 기류가 존재하는 온대 저기압의 따뜻한 지역에서 형성된다. 메소사이클론은 고도에 따른 풍속 및 풍향의 강한 변화(급변풍)가 대기 하부의 일부를 보이지 않는 튜브 모양의 회전으로 만들 때 형성된다고 여겨진다. 그 후 뇌우의 대류성 상승 기류가 이 회전하는 공기를 끌어올려 회전의 방향을 위로 기울이고(지면과 평행에서 수직으로) 전체 상승 기류가 수직 기둥으로 회전하도록 만든다고 생각된다.
상승 기류가 회전하면서 벽 구름이라고 알려진 것을 형성할 수 있다. 벽 구름은 메소사이클론에서 내려오는 회전하는 구름층이다. 벽 구름은 메소사이클론의 중심에 더 가깝게 형성되는 경향이 있다. 벽 구름은 반드시 메소사이클론이 있어야 형성되는 것은 아니며 항상 회전하는 것도 아니다. 벽 구름이 내려오면서 그 중심에 깔때기 모양의 구름이 형성될 수 있다. 이것이 토네이도 형성의 첫 번째 단계이다. 메소사이클론의 존재는 심한 뇌우와 관련된 강한 토네이도 형성의 핵심 요소로 여겨진다.

수직 급변풍 (빨간색)이 공기를 회전시킨다 (녹색).
상승 기류 (파란색)가 회전하는 공기를 똑바로 '기울인다'.
상승 기류가 회전하기 시작한다.

## 토네이도
토네이도는 미규모 또는 중규모 감마 영역의 하위 범위에 존재한다. 이 주기는 강력한 뇌우가 대기 중 몇 마일 상공에 회전하는 메소사이클론을 발달시켜 슈퍼셀이 되면서 시작된다. 폭풍우의 강우량이 증가함에 따라, 후방 측면 하강 기류(RFD)로 알려진 빠르게 하강하는 공기 영역을 함께 끌어내린다. 이 하강 기류는 지면에 접근하면서 가속되며, 회전하는 메소사이클론을 함께 지면으로 끌어당긴다.
메소사이클론이 지면에 접근함에 따라, 종종 회전하는 벽 구름에서 폭풍의 바닥에서 눈에 보이는 응축 깔때기구름이 내려오는 것처럼 보인다. 깔때기가 내려오면서 RFD도 지면에 도달하여, 토네이도에서 상당한 거리에 손상을 입힐 수 있는 돌풍 전선을 생성한다. 일반적으로 깔때기구름은 RFD가 지면에 도달한 지 몇 분 이내에 지면에 손상을 입히기 시작한다(토네이도가 됨).

## 용오름
용오름은 미규모에서 존재한다. 일부 용오름은 육상 토네이도처럼 강력하지만, 대부분은 훨씬 약하며 다른 대기 역학에 의해 발생한다. 이들은 일반적으로 해풍과 같은 수렴선, 인근 육지에서 발생하는 마찰 수렴선 또는 지표 기압골을 따라 수직 급변풍이 거의 없는 습기 가득한 환경에서 발달한다. 용오름의 모 구름은 온건한 적운만큼 무해할 수도 있고, 뇌우만큼 중요할 수도 있다. 용오름은 일반적으로 모 구름이 발달하는 과정에서 발달하며, 지표 근처의 수평 급변풍에서 표면 경계를 따라 이동하면서 회전하고, 저층 전단 와류가 발달하는 적운 또는 뇌우와 정렬되면 위로 구름까지 늘어난다고 이론화된다. 동부 콜로라도를 가로지르는 약한 토네이도인 육상용오름은 비슷한 방식으로 발달하는 것이 목격되었다. 2003년 9월 말과 10월 초에 오대호에서 호수 효과 띠를 따라 용오름이 대규모로 발생했다. 9월은 플로리다주 주변의 육상용오름과 용오름 발생이 가장 활발한 달이며, 오대호 주변의 용오름 발생도 가장 활발한 달이다.

## 관련 용어
저기압 발달은 표면 저기압의 약화와 관련된 저기압 소멸의 반대이다. 이 용어에는 고기압 발달이라는 고기압(고기압 시스템) 등가물이 있으며, 이는 표면 고기압 시스템의 형성을 다룬다.

## 같이 보기
- 대기천
- 유럽 폭풍
- 허리케인 역학 및 구름 미기상학
- 혼합 저기압
- 지상 기상 분석
- 밀러 분류

## 내용주
1. ↑  Q-벡터를 사용하여 수직 운동의 방향을 결정할 수 있다.[14] 남풍과 따뜻한 이류는 상승 운동을 유도하고, 북반구에서는 북풍과 한랭 이류는 하강 운동을 유도한다. 이러한 수직 운동은 저기압을 늘어나게 하고 시스템 주변의 와도를 증가시킨다. 시스템 와도의 이러한 증가는 QG 와도 방정식 ( 편미분 방정식):
{\displaystyle {D\zeta  \over Dt}+\beta v=f_{0}{\partial w \over \partial z}},

여기서 {\displaystyle \zeta }는 상대 와도, {\displaystyle f=f_{0}+\beta y}는 베타 평면 근사 하의 코리올리 매개변수, {\displaystyle {\partial w \over \partial z}}는 높이에 대한 수직 운동의 편미분, {\displaystyle {D\zeta  \over Dt}}는 물질 도함수이다.[14] 행성 와도 항이 일정하게 유지되므로, 늘어남이 증가하면 와도도 증가해야 함을 추론할 수 있다. 수직 운동은 또한 방정식 {\displaystyle v_{g}=-{1 \over f_{0}}{\partial \Phi  \over \partial x}}에 의해 온도 이류를 증가시키는데, 여기서 {\displaystyle v_{g}}는 지균적 경도 방향 바람이고 {\displaystyle \Phi }는 지오포텐셜을 나타낸다.[14]
2. ↑  전단 방향 상승 기류는 방향이 변하는 수직 운동 시스템 내의 상승 운동이다.